# Die Wahrheit übers Lügen
Die Wahrheit übers Lügen ist das erste Studioalbum sowie das insgesamt zweite Album vom Farin Urlaub Racing Team (FURT), der Liveband von Farin Urlaub, der vor allem als Sänger und Gitarrist der Band Die Ärzte bekannt ist. Nach den Studioalben Endlich Urlaub! und Am Ende der Sonne, die Urlaub beide alleine aufgenommen hatte, und dem Livealbum Livealbum of Death ist es also das insgesamt vierte Soloalbum von Farin Urlaub.

## Hintergrund
Das Album wurde im Gegensatz zu den vorherigen Soloalben mit Toningenieur Mirko Schaffer vom TeamTonic aufgenommen, der bereits beim Die-Ärzte-Album Jazz ist anders mitgewirkt hatte. Die Aufnahmen fanden in Spanien statt.
Weil ein anderer von Urlaub präferierter Albumtitel – laut seinen Freunden – zu langweilig war, wählte er den Titel Die Wahrheit übers Lügen. Der Titel bezieht sich auf den Namen eines Liedes, welches auf das Album sollte, aber nicht rechtzeitig fertig wurde.
Das Album erschien am 31. Oktober 2008 als CD- und Vinyl-Version; erstere besteht aus zwei CDs, die die Arbeitstitel Büffelherde bzw. großes Album und Ponyhof bzw. kleines Album tragen. Büffelherde enthält eher rockigere Songs, während die Mini-CD Ponyhof andere (Off-)Beats wie Reggae, Ska und Dancehall enthält.
Die Vinyl-Version ist als 12″ mit einer roten 7″-Color Disc erschienen, ihr lag ein Code zum einmaligen kostenlosen Download der MP3-Version bei.

## Singleauskopplungen
Am 17. Oktober 2008 erschien die Single Nichimgriff.
Farin wollte mit diesem Lied einen Song schaffen, der weniger mit Text als mit der Grundaussage und den erzeugten Gefühlen den Hörer überzeugen sollte. Ein Vorbild in dieser Hinsicht sei Song 2 von Blur gewesen.
Das Video zum Lied war schon ab dem 26. September 2008 auf den Musikfernsehsendern zu sehen. Am Ende des Videos fährt ein Auto mit voller Geschwindigkeit in eine Tankstelle hinein, in der das Farin Urlaub Racing Team den Song aufführt. Es kommt zu einer großen Explosion, womit Urlaub seinen achten „Video-Tod“ stirbt. Die Single enthält die B-Seite Bewegungslos.
Am 9. Januar 2009 erschien die zweite Single Niemals. Das zugehörige Video war jedoch bereits im Dezember auf MTV zu sehen. Auf der Single befindet sich neben der B-Seite Worte fehlen auch eine Live-Version von Insel, die auf der Krachgarten-Tour 2008 aufgenommen worden war.
Als dritte Single wurde Krieg am 1. Mai 2009 als Downloadversion und einen Tag später auf CD veröffentlicht. Sie enthält neben Krieg auch die B-Seite Ein-Personen-Aufstand sowie zwei Musikvideos namens Krieg (in New York) und Krieg (auf der Bühne).
Die vierte Singleauskopplung erschien am 18. Juni 2010: Zu heiß. Darauf befindet sich neben der Radio-Version von Zu heiß  außerdem die B-Seite Der Frauenflüsterer, eine Live-Version von Karten sowie das Video zum Titelsong.

## Titelliste

### Großes Album
1. Nichimgriff – 2:46
2. Unscharf – 2:55
3. Gobi Todič – 2:33
4. Seltsam – 2:51
5. Krieg – 3:15
6. Pakistan – 2:51
7. Niemals – 3:31
8. Die Leiche – 3:46
9. Monster – 3:28
10. Atem – 4:10
11. Karten – 4:21

### Kleines Album
1. I.F.D.G. – 4:07
2. Zu Heiß – 4:04
3. Insel – 3:29
4. Trotzdem – 2:18

## Rezeption
„[…] Am Ende fragt man sich, warum Urlaub nicht ein paar Ponys unter die Büffel geschmuggelt hat. Hätte er alle Titel bunt gemischt und auf einen Silberling gebracht, wäre die Sache erheblich abwechslungsreicher ausgefallen.“